# سيرج معطي
سيرج معطي (بالفرنسية: Serge Moati)‏ هو منتج أفلام وصحفي وكاتب وكاتب سيناريو ومخرج وممثل فرنسي، ولد في 17 أغسطس 1946 بتونس في تونس.

## وصلات خارجية
- سيرج معطي على موقع IMDb (الإنجليزية)
- سيرج معطي على موقع ألو سيني (الفرنسية)
- سيرج معطي على موقع أول موفي (الإنجليزية)
- سيرج معطي على موقع قاعدة بيانات الفيلم (الإنجليزية)
- سيرج معطي على موقع كينوبويسك (الروسية)